# Юлія Безродна
Юлія Іванівна Яковлєва, в шлюбі Яковлєва-Віленкіна; відома як Юлія Безродна (грудень або травень 1858, Васильків, Київська губернія — 3 (16) червня 1910, Двінськ) — російська письменниця, драматург і публіцистка. Авторка низки повістей і романів, а також дитячих оповідань і казок. Більшу частину творів опублікувала під псевдонімом Юлія Безродна.

## Біографія

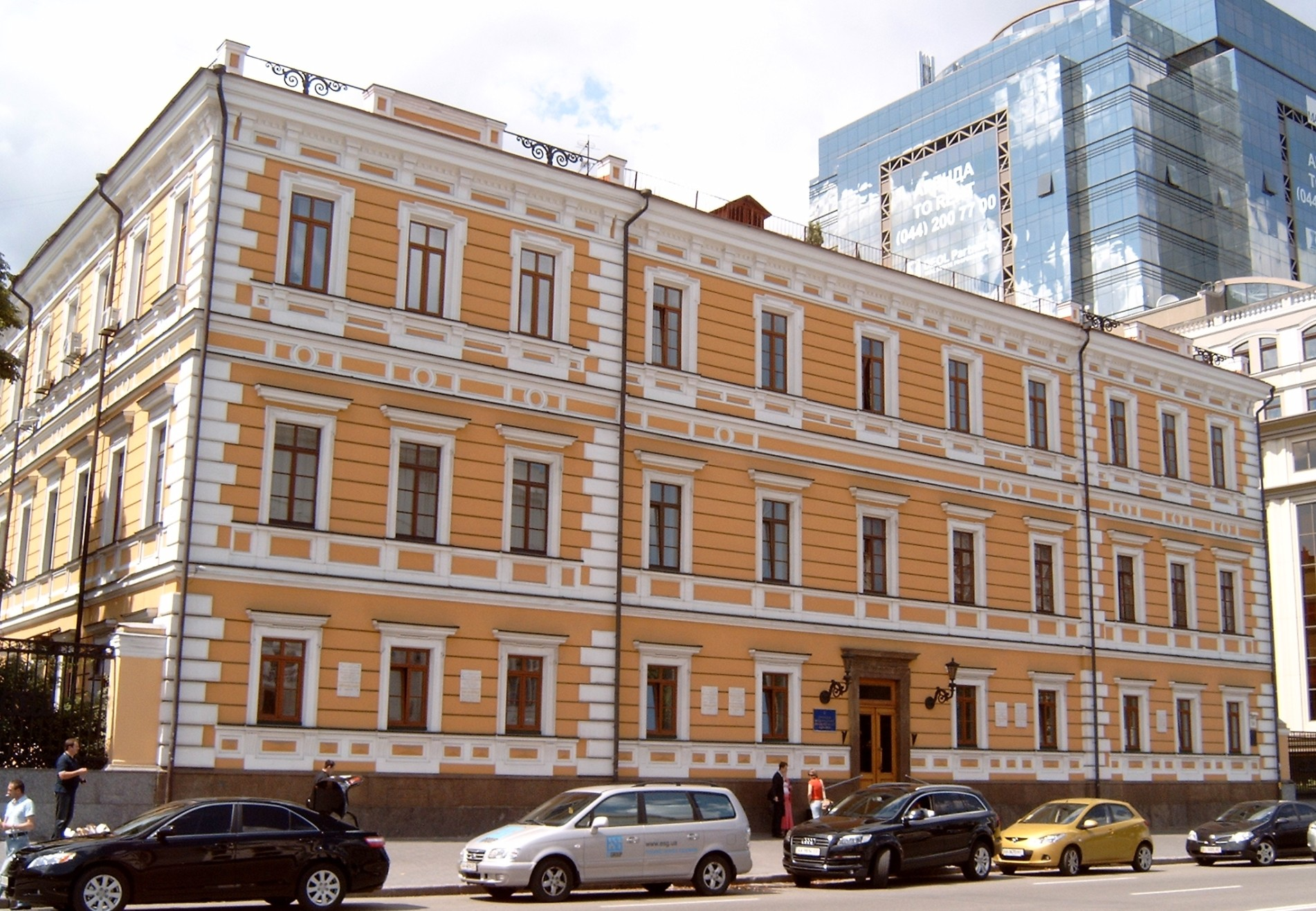
Будівля київського пансіону Левашової (нині — президія Національної академії наук України)

Народилася у травні (за іншими даними — грудні) 1858 року в повітовому місті Василькові Київської губернії в сім'ї чиновника. Рано осиротіла і 1869 року її віддали родичами до київського пансіону графині Катерини Левашової — приватний навчальний заклад для дівчаток з бідних дворянських сімей, що утримувався коштом вдови київського генерал-губернатора Василя Левашова. Закінчила пансіон 1875 року.
1878 року переїхала до Санкт-Петербурга, де вступила на історико-філологічне відділення Бестужевських курсів, що нещодавно відкрилися. Серед викладачів Яковлєвої були такі видні російські вчені, як Олексій Веселовський, Володимир Соловйов, Юлій Янсон.
Під час навчання на курсах, які вона закінчила влітку 1882 року, Яковлєва, яка вже почала на той час публікуватися в петербурзькій періодиці, завела досить широкі знайомства серед столичної творчої інтелігенції. Дотримуючись народницьких поглядів, приєдналася до літературного гуртка Миколи Михайловського.

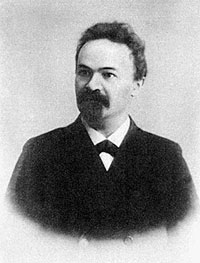
Микола Мінський — чоловік Юлії Яковлєвої

8 вересня 1882 року одружилася з поетом, публіцистом і філософом Миколою Мінськти, ставши першою з трьох його дружин. Він, як юдей за народженням, заздалегідь прийняв православ'я, щоб забезпечити можливість церковного одруження. Всеволод Гаршин був гостем на весіллі Яковлєвої та Мінського, згадав про цю подію наступного дня в листі до своєї майбутньої дружини Надії Золотилової:
|  | Вчора повінчали жидівсько-російське весілля: все було дуже добре, тільки випито було (не мною) трохи більше, ніж слід… |

У шлюбі Яковлєва взяла подвійне прізвище, ставши Яковлєвою-Віленкіною — за справжнім прізвищем чоловіка. Шлюб тривав менше півтора десятиліття. Відомо, що 1896 року Мінський жив у цивільному шлюбі з поетесою Людмилою Вількіною, а 1905 року вони офіційно оформили шлюб.

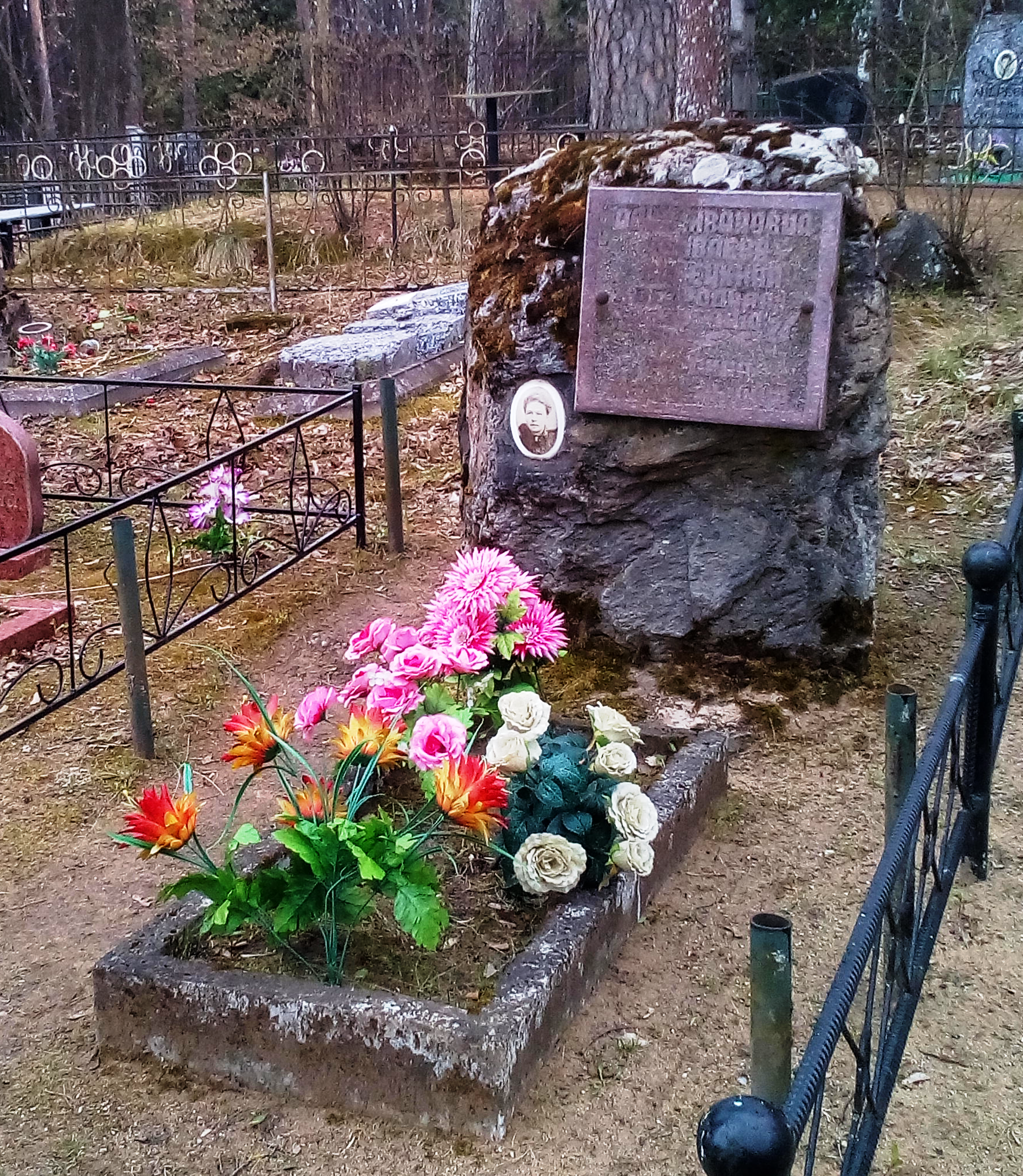
Могила Ю. І. Яковлєвої в Даугавпілсі

Збираючи матеріали для публіцистичних робіт, Яковлєва періодично подорожувала країною. Відомо про поїздку на Далекий Схід, здійснену нею 1904 року незадовго до початку російсько-японської війни.
На початку літа 1910 року, перебуваючи у Двінську, письменниця була ушпиталена і 3 червня направлена на хірургічну операцію, після якої померла. Попри те, що Яковлєва до цього часу пройшла пік своєї популярності як авторка, низка періодичних видань присвятила її смерті нотатки та некрологи. Так, у публікації газети «Русское утро» від 18 червня 1910 року писали:
|  | Пошта принесла звістку про смерть відомої російської письменниці Юлії Іванівни Яковлєвої, яка писала під псевдонімом Юлії Безродної. Твори покійної друкувалися в найкращих російських журналах і свого часу мали досить значне коло шанувальників. Юлія Безродна померла на 52 році, після важкої операції, у лікарні Двінська |

Похована на православному цвинтарі міста Двінська (нині Даугавпілс). На могилі встановлено гранітний пам'ятник із написом «Юлія Іванівна Яковлєва-Віленкіна (Безродна), 1859—1910, російська письменниця».

## Творчість

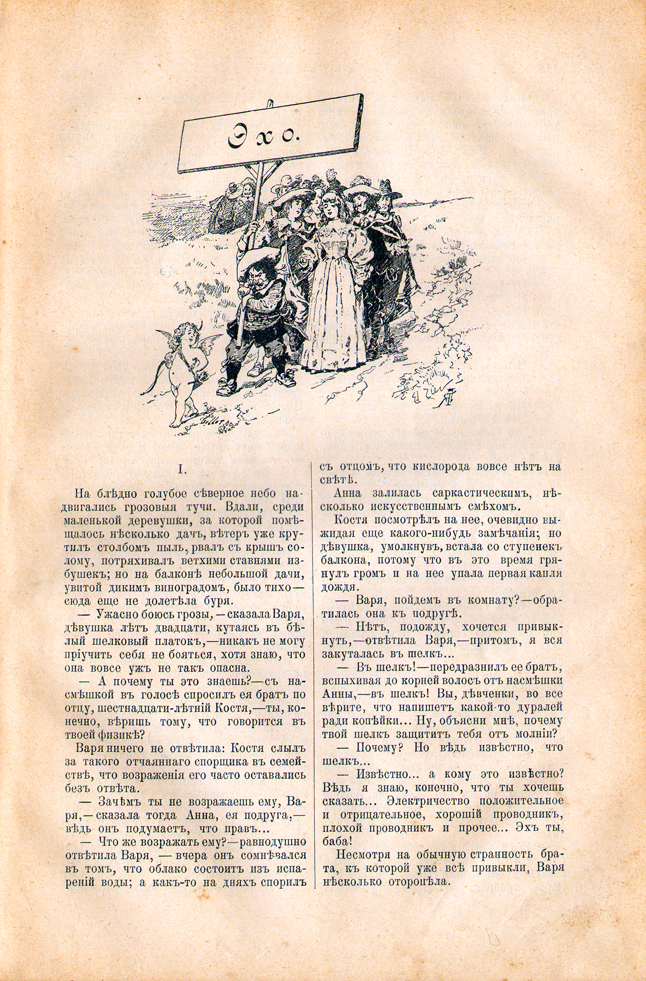
Перша сторінка оповідання «Эхо», що вийшло друком в журналі «Артист», 1894 рік

Писати Яковлєва почала ще у Києві, невдовзі після закінчення пансіону. Проте її спроби публікуватися у місцевій пресі виявилися невдалими. Літературний дебют Яковлєвої відбувся вже в Санкт-Петербурзі, коли 1878 року в науково-популярному журналі «Свет» надрукували її повість «На чистый воздух», присвячену провінційному життю. Повість викликала деякий інтерес критики, що відзначила жвавість пера письменниці-початківиці і непогане знання нею людських характерів.
З початку 1880-х років її повісті, романи, оповідання та нариси стали публікуватися в багатьох літературних журналах й альманахах, як-от «Вестник Европы», «Мир Божий», «Новое слово», «Русская мысль», «Русское богатство», «Северный вестник». Окремі твори друкувалися в столичних та регіональних газетах, зокрема у газеті «Санкт-Петербургские ведомости», виданнях «Саратовський дневник», «Русь», «Юг». Також Яковлєва співпрацювала з дитячими виданнями, зокрема, з журналами «Игрушечка» та «Юный читатель», пишучи для них оповідання та казки. Більшість творів, як «дорослих», так і дитячих, опублікувала під псевдонімом «Юлія Безродна».
1892 року у Санкт-Петербурзі вийшов друком перший збірник її робіт, що отримав назву «Офорти». До нього увійшли твори різного жанру: повісті, оповідання, казки. У 1895 та 1896 роках видали збірки, що містили виключно дитячі твори: «Звери и люди» та «Малым ребятам. Рассказы и стихи», відповідно. Окремими виданнями виходили повісті «Гордієв вузол» та «Сестри», п'єса «Перлинне намисто», деякі оповідання.

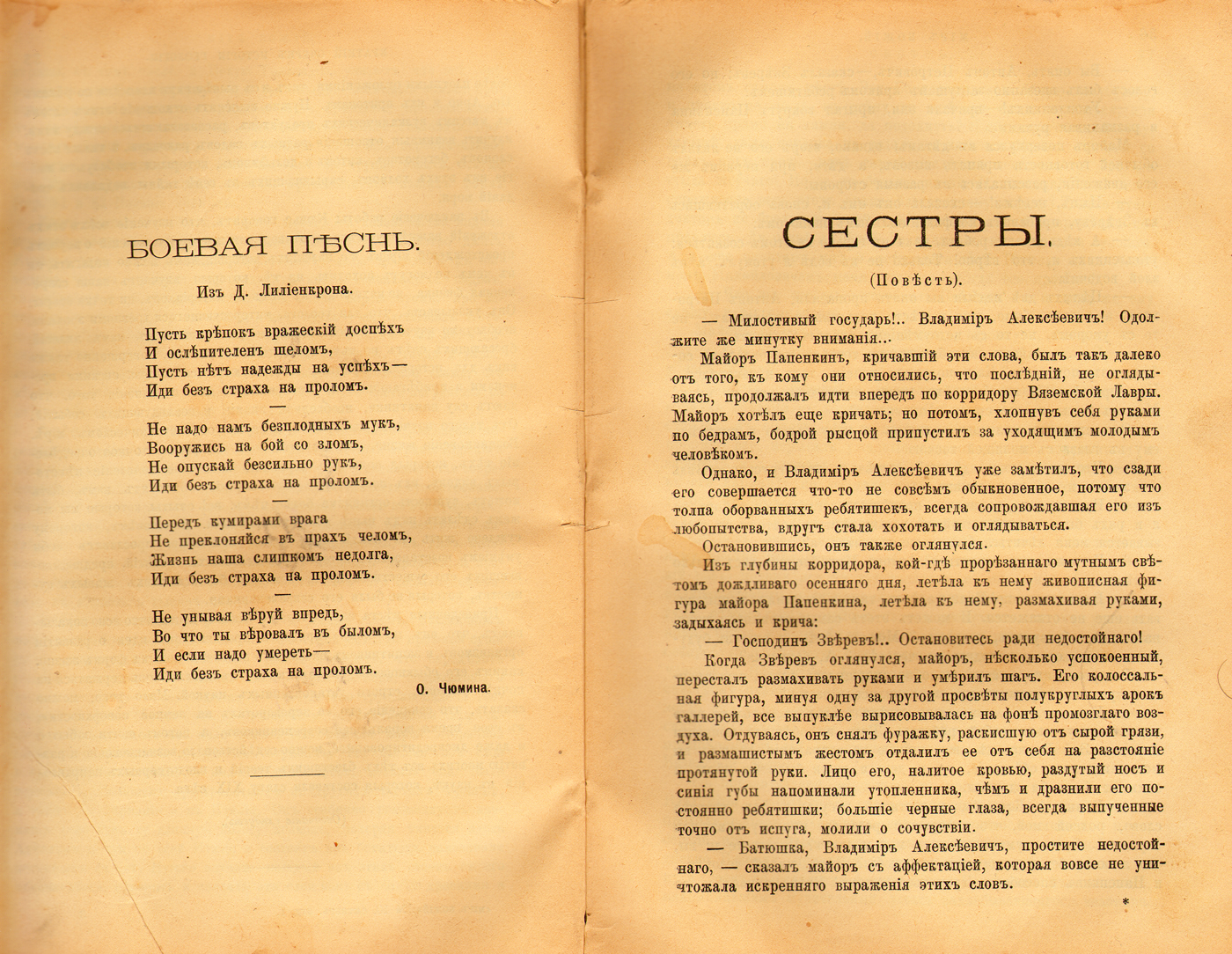
Перша сторінка повісті «Сестри», опублікована у журналі «Мир Божий», 1901 рік

Загалом інтерес критики до робіт Безродної був не дуже значним. Деякі авторитетні автори ставилися до них з відвертим скепсисом. Відомо, зокрема, про рецензію Костянтина Бальмонта на її розповіді в «Російських відомостях». При цьому в одному з листів своїй першій дружині Ларисі Гареліній Бальмонт відгукнувся про оповідання Юлії Безродної як про «дрібень»:
|  | Мені доводилося в цей час читати різну дрібень, оповідання Юлії Безродної (дружини Мінського), вірші Червінського, німецьку книжку про Ібсена та новий роман Доде «Rose et Ninette»… Лист від 3 березня 1892 року |

Про збірку «Офорти» у журналі «Северный вестник» (1892, № 9) відгукнувся також відомий модерністський критик Акім Волинський:95.
До успіхів належить преміювання п'єси Безродної «Русалки» на конкурсі петербурзького Театру літературно-художнього товариства. Однак після першої ж постановки п'єсу вилучили з театрального репертуару за розпорядженням Міністерства внутрішніх справ.

## Основні публікації
- Безродная Ю. Офорты. Повести, этюды, сказки. — СПб., 1892
- Безродная Ю. Звери и люди. I. Великодушный Голиаф. — М., 1895; 1911
- Безродная Ю. Малым ребятам. Рассказы и стихи. — М., 1896
- Безродная Ю. Гордиев узел. — СПб., 1899
- Безродная Ю. Сёстры. Повесть. — СПб., 1901
- Безродная Ю. Жемчужное ожерелье. — СПб., 1902
- Безродная Ю. В избе. Рассказ. — СПб., 1905[14].